# Louis Mortamet
Pour les articles homonymes, voir Mortamet.
Louis Mortamet, né le 8 novembre 1897, à Lyon et mort le 26 août 1956, à Lyon ; est un architecte français. Ses principales réalisations sont : l'église de la Sainte-Famille de Villeurbanne, l'ensemble du Mas Rillier à Miribel et l'église Saint-Charles de Serin à Lyon.

## Biographie
Louis Mortamet fait ses études secondaires au collège Ozanam rue Vendôme.  En 1915, durant la Première Guerre mondiale, il est mobilisé et part au combat sans pouvoir passer son baccalauréat. Il participe à la bataille de Verdun dont il gardera un très mauvais souvenir. Il est démobilisé le 21 septembre 1919. Il entre par la suite à l’École des Beaux-arts dans le Palais Saint-Pierre, puis dans l'atelier d'architecture de la rue Vieille Monnaie où il eut pour patron Tony Garnier. Après cette expérience, il quitta Lyon pour terminer ses études à Paris, dans l'atelier de Pontremouli. Il est diplômé le 14 novembre 1923. La même année, il épouse le 8 décembre 1923, Marie-Louise George. 

## Carrière professionnelle
Il commence par travailler avec son père, Gabriel Mortamet (également architecte) jusqu'à la mort de ce dernier en 1942. Ils imaginent ensemble la chapelle votive d'Ars, la chaire de la Basilique de Fourvière ou encore église de Croix-Luizet à Villeurbanne. Pendant la Seconde Guerre Mondiale, il fut chargé de la protection des oeuvres d'art existantes dans les monuments classés et aussi de l'organisation de la défense passive à Lyon. Il termine également le chantier de l'ensemble du Mas Rillier à Miribel. Après la guerre, il eut des activités importantes de reconstruction. Il réhabilite notamment la nef et la façade de l'église Saint-Pierre de Vaise. Il réalisa aussi des constructions importantes, en particulier, l'église Saint-Charles de Serin, à Lyon ou encore, le siège de la Caisse d'Allocations Familiales, boulevard Jules-Favre. Il meurt le 26 août 1956. Ses éloges funèbres furent prononcées en l'église de l'Immaculée Conception par André Donzet, architecte en chef des Monuments Historiques, et Antonin Chomel, président de l'Ordre des Architectes.

## Principales réalisations

Carillon du Mas Rillier.

- Tombeau du cœur de saint Jean-Marie Vianney à Ars-sur-Formans (avec son père Gabriel Mortamet)[3].
- Vierge du Mas Rillier[4].
- Carillon du Mas Rillier[5],[4].
- Église Sainte-Famille de Croix-Luizet à Villeurbanne[2].
- Église Saint-Charles de Lyon[2].
- Buffets du grand-orgue de l'église Notre-Dame Saint-Louis (Lyon).